# Organização Muçulmana Iugoslava
Organização Muçulmana Iugoslava (em bósnio:  Jugoslavenska muslimanska organizacija, JMO) foi um partido político bósnio no Reino dos Sérvios, Croatas e Eslovenos, mais tarde, no Reino da Iugoslávia. Foi fundada em Sarajevo no dia 16 de fevereiro de 1919 e foi liderada por Mehmed Spaho. O partido foi um sucessor do Muslimanska Narodna Organizacija (Organização Nacional Muçulmana), um partido conservador bósnio durante a era do Império Austro-Húngaro. Nas campanhas eleitorais, o JMO se mobilizou em slogans religiosos ao invés da nacionalidade bósnia. O partido teve influência considerável nas instituições religiosas islâmicas, e a JMO passou a dominar a vida política em Bósnia. O partido apelou aos muçulmanos em toda a Iugoslávia, pedindo-lhes para não migrar para Turquia.
Suas demandas foram dadas à Assembleia Constitucional e, como compromisso, essas demandas foram aceitas e incorporadas na Constituição de Vidovdan sob o chamado "parágrafo turco". O apoio do JMO era importante para aprovar a nova constituição. Esta aliança tornou-se de curta duração, no entanto. Em 1922, um novo partido muçulmano, a Organização do Povo Muçulmano Iugoslavo (JMNO), foi formado e assumiu o papel de aliado muçulmano dos partidos sérvios. No entanto, a JMNO não conseguiu atrair nenhuma seção importante do banco de votos da JMO. Em 1923, o partido fundou a organização cultural Narodna Uzdanica.
JMO entrou em uma aliança de curta duração com o Partido Popular Esloveno e o Partido Camponês Croata. Depois que a aliança se quebrou em 1925, a JMO encontrou-se politicamente isolado e foram atacados por paramilitares sérvios. Ao mesmo tempo, os paramilitares tentaram matar Spaho.
Em 1927, o partido sofreu revés na eleição. Após a eleição, a JMO se juntou a um governo liderado pela Sérvia. Neste momento, o perfil da JMO mudou, já que começou a enfatizar que era um partido bósnio, ao invés de muçulmano ou iugoslavo.
A JMO foi banido por Alexandre I, juntamente com outros partidos. Mehmed Spaho mais tarde reconstruiu o JMO e se juntou ao governo dominado pela Sérvia de Milan Stojadinović em 1937. Ele demitiu-se, em 1939, para protestar contra a criação da banovina da Croácia: Ele morreu alguns meses depois e foi sucedido como presidente do partido por Džafer Kulenović. A JMO dominou a política da Bósnia até 1941. Após a invasão da Jugoslávia pelas potências do Eixo, o Estado Independente da Croácia de Ante Pavelić recebeu apoio de vários líderes da JMO, entre os quais Džafer Kulenović que serviu como vice-presidente. Houve membros da JMO que apoiaram os partisans iugoslavos.